# Köttingen (Erftstadt)
Köttingen ist ein nordöstlicher Stadtteil von Erftstadt im Rhein-Erft-Kreis. Der Ort liegt zwischen Liblar und Kierdorf. Er wurde vor allem durch die dort angesiedelten May-Werke bekannt.

## Geschichte

### Vorgeschichtliche Zeit
Nachforschungen über eine erste Besiedlung des Gebietes um Köttingen führen bis in die Latènezeit zurück. Die Befunde mehrerer Grabhügel, die ein Grabungsteam des Kölner Archäologen Peter Anton Tholen durchführte, ergaben, dass sie dieser Zeit zuzuordnen waren und wiesen damit eine Besiedlung zwischen Köttingen und Kierdorf nach.

### Römische und fränkische Zeit
In römischer Zeit verlief eine Heerstraße zwischen den Kastellen Vicus Bonnensis und Novaesium (Neuss), an deren Verlauf in fränkischer Zeit Köttingen gegründet wurde.
Der Name Köttingen, der im Westen Deutschlands häufig vorkommt, ist nicht eindeutig zu klären. Die Ortsbezeichnungen mit der Endung –ingen entstanden in der gleichen Zeit wie die mit –heim endenden Ortsnamen. Der Namenforscher Heinrich Dittmaier geht davon aus, dass der Name, der nicht auf eine Person bezogen ist, die Bewohner eines Ortes bezeichnete.

### Mittelalter

#### Ersterwähnungen
Der Ort wurde 1166 erstmals urkundlich genannt, als die Äbtissin des Klosters Dietkirchen bei Bonn Zehntrechte, die entfremdet worden waren, zurück erwarb.
Die ersten urkundlich erwähnten Einwohner waren die „Freien“ Heinrich, Albert und Adelheid und ihr Verwandter Heinrich, die 1239 ihre Freiheit aufgaben und Wachszinsige des Stiftes St. Kunibert in Köln wurden.

#### Geistlicher und adeliger Besitz
Im 15. Jahrhundert hatte das Stift Dietkirchen mehrere Lehnshöfe in Köttingen, die alle einen Hofgeschworenen für den Fronhof in Liblar stellten und mit ihren Abgaben kurmutpflichtig waren. Im Jahre 1598 gehörten diesem Fronhof in Liblar vier Lehnshöfe in Köttingen an. Zwei von ihnen waren an Adelige vergeben, den dritten, den „Wedemhof“ genannten Pfarrhof, hatte der Liblarer Pastor inne und den vierten der Abt des Klosters St. Pantaleon in Köln.
Das Kloster St. Pantaleon hatte schon im 13. Jahrhundert Besitz und Einkünfte in Köttingen und zusätzlich 1463 den Dietkirchener Lehnshof von den Eheleuten „von Linzenich“ erworben.
In späterer Zeit bestanden einige Lehen nur aus Ländereien wie das Lehen, das an die Besitzer der Blessemer Burg vergeben wurde, und der Hof der Herren von der Horst, der an die Wolff-Metternich fiel.

### Neuzeit

#### Lebensverhältnisse der Dorfbewohner

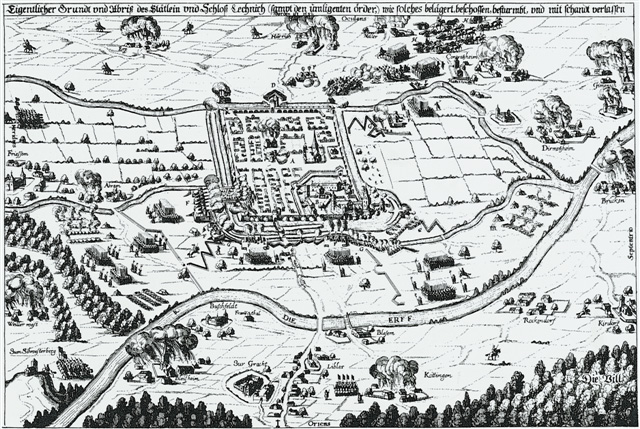
Belagerung Lechenichs 1642, nach Matthäus Merian d. Ä.

Köttingen lag an der mittelalterlichen Heerstraße Bonn - Swisterberg - Liblar-Kierdorf - Brüggen - Blatzheim - Aachen. Das Dorf gehörte zur Honschaft und Pfarre Liblar im Amte Lechenich, nach 1630 zur Unterherrschaft Liblar. Im Jahr 1660 bestand Köttingen aus zwölf Bauernhäusern und Höfen. Bei einer Zählung im Jahr 1770 wurden 24 dem Hause Gracht dienstpflichtige Familien des Ortes erfasst. Einige wenige hatten bis zu 15 Morgen Ackerland, die meisten bewirtschafteten einige Viertel bis einige Morgen Land, von denen sie Grundpacht zahlten und den Zehnt an das Stift Dietkirchen lieferten.

#### Broichrechte
Ursprünglich waren Weiden und Gemeindebroich Allgemeinbesitz der Köttinger Dorfbewohner. Mit den Broichrechten, an denen auch die Dietkirchener Lehen Anteile besaßen, war die Nutzung zur Abholzung für den Eigenbedarf und in späterer Zeit zur Turffgewinnung verbunden. Im Laufe der Zeit waren Anteile am Gemeindebroich in den Besitz der einzelnen Köttinger Familien gelangt und schon im 16. Jahrhundert durch Erbteilungen zersplissen. Häufig verkauften die Familien aus wirtschaftlicher Not ihre Broichanteile, sodass der Köttinger Broich um 1770 fast vollständig im Besitz der Grafen Wolff Metternich war. Die Einwohner durften jedoch an festgesetzten Tagen Holz in der Ville sammeln.

#### Kriege und Brände
Köttingen gehörte zu den Orten, die 1642 bei der Belagerung Lechenichs in Brand gesteckt wurden.
Im Jahre 1672 wurde Köttingen im Holländischen Krieg wieder in Brand gesteckt.

#### Nutzung der Braunkohle im 17. und 18. Jahrhundert
Bereits am Anfang des 17. Jahrhunderts begann man mit dem Braunkohleabbau in kleinen Mengen, denn 1630 wurde eine „Klautentrettersche“ (Klüttentreterin) aus Köttingen genannt. Im 18. Jahrhundert und zu Beginn des 19. Jahrhunderts ließen die Eigentümer kleiner „Klüttenkaulen“ diese von Arbeitern ausbeuten. Die Arbeiter waren Tagelöhner, die in den in Zeiten, in denen sie keine andere Beschäftigung fanden, in den Kaulen ihren Lebensunterhalt verdienten. Als Nebenerwerb bestellten sie kleine landwirtschaftliche Flächen. Als nach dem Bergwerkgesetz von 1810/1812 Braunkohle nur noch mit staatlicher Konzession abgebaut werden durfte, verschwanden die kleinen privaten Kaulen und viele Köttinger arbeiteten in den konzessionierten Gruben.

### Französische Zeit
Als eine neue Verwaltung und Justiz im Auftrag der französischen Regierung im Jahr 1798 geschaffen wurde, gehörte Köttingen zur Gemeinde Liblar. Nach Einführung der Mairien unter Napoleon blieb Köttingen bei der Gemeinde und Mairie Liblar im Kanton Lechenich.
Nach den von der französischen Verwaltung aufgestellten Einwohnerlisten hatte Köttingen 1799 etwa 119 Einwohner, darunter 27 Kinder in 36 Haushalten. Von den Haushaltsvorständen waren drei Landwirte, in 23 Haushalten lebten Arbeiterfamilien.
Die Höfe im geistlichen Besitz wurden in der Säkularisation 1802 enteignet und in den folgenden Jahren verkauft.

### Preußische Zeit

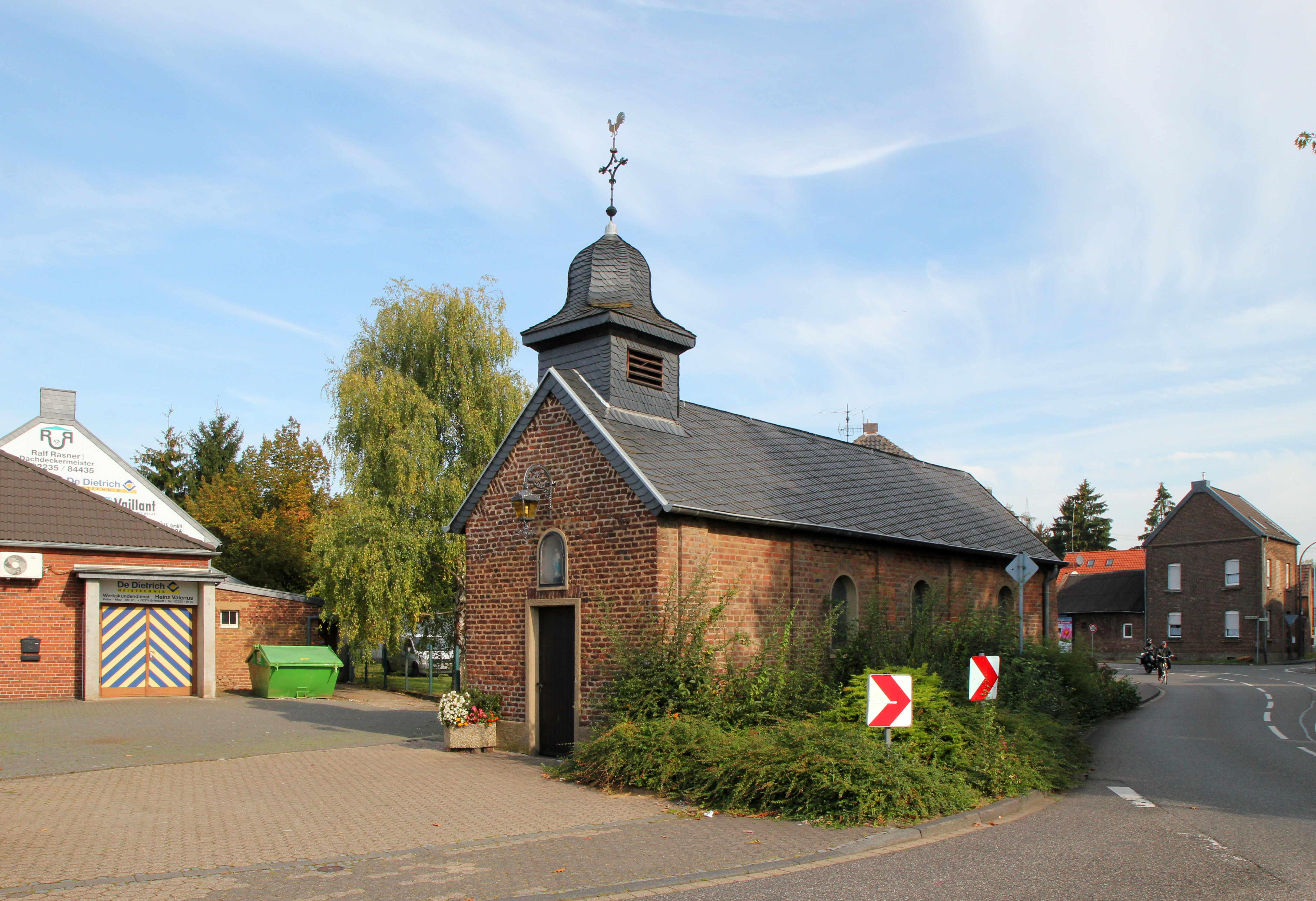
Annakapelle um 1840
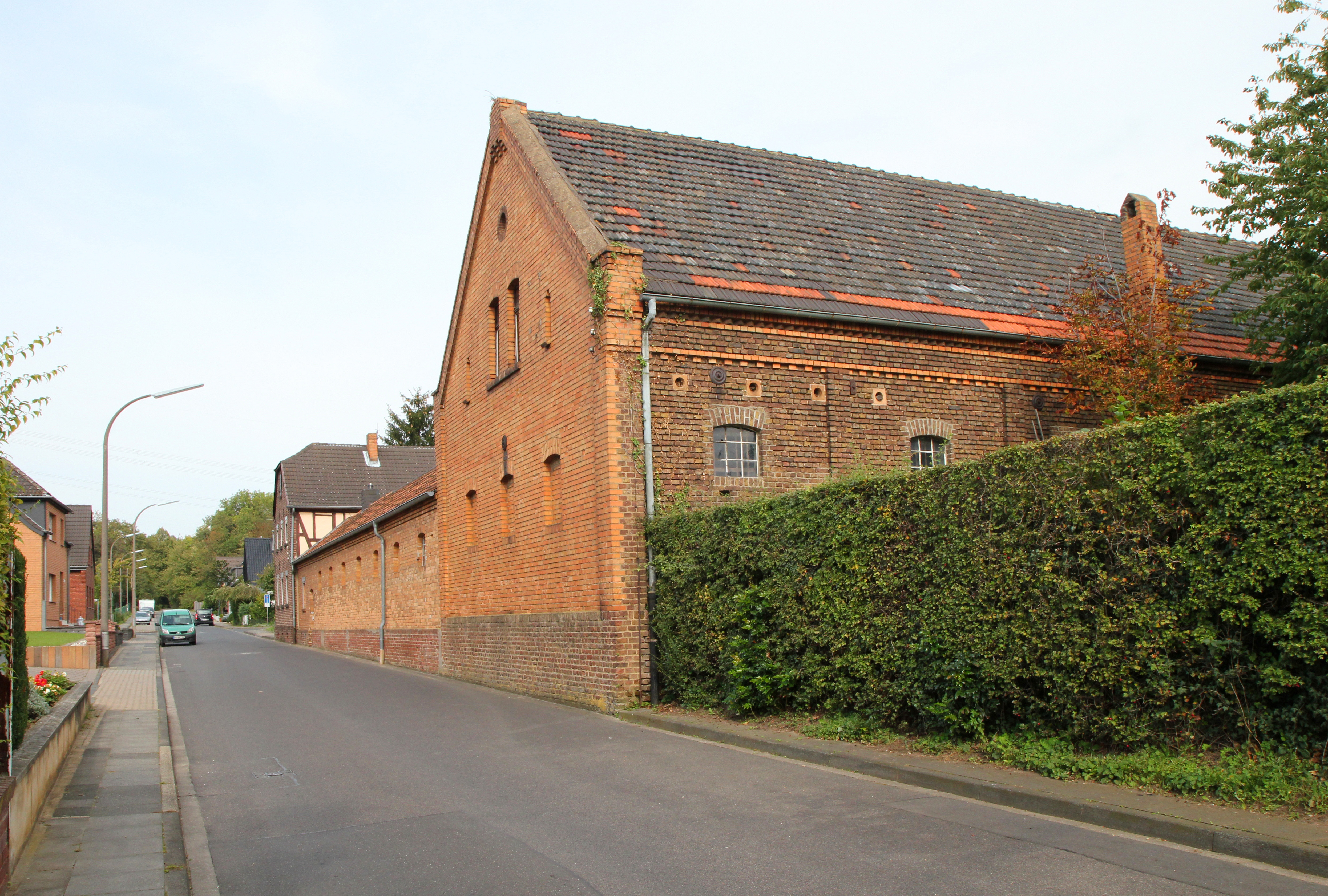
Vierkanthof um 1867
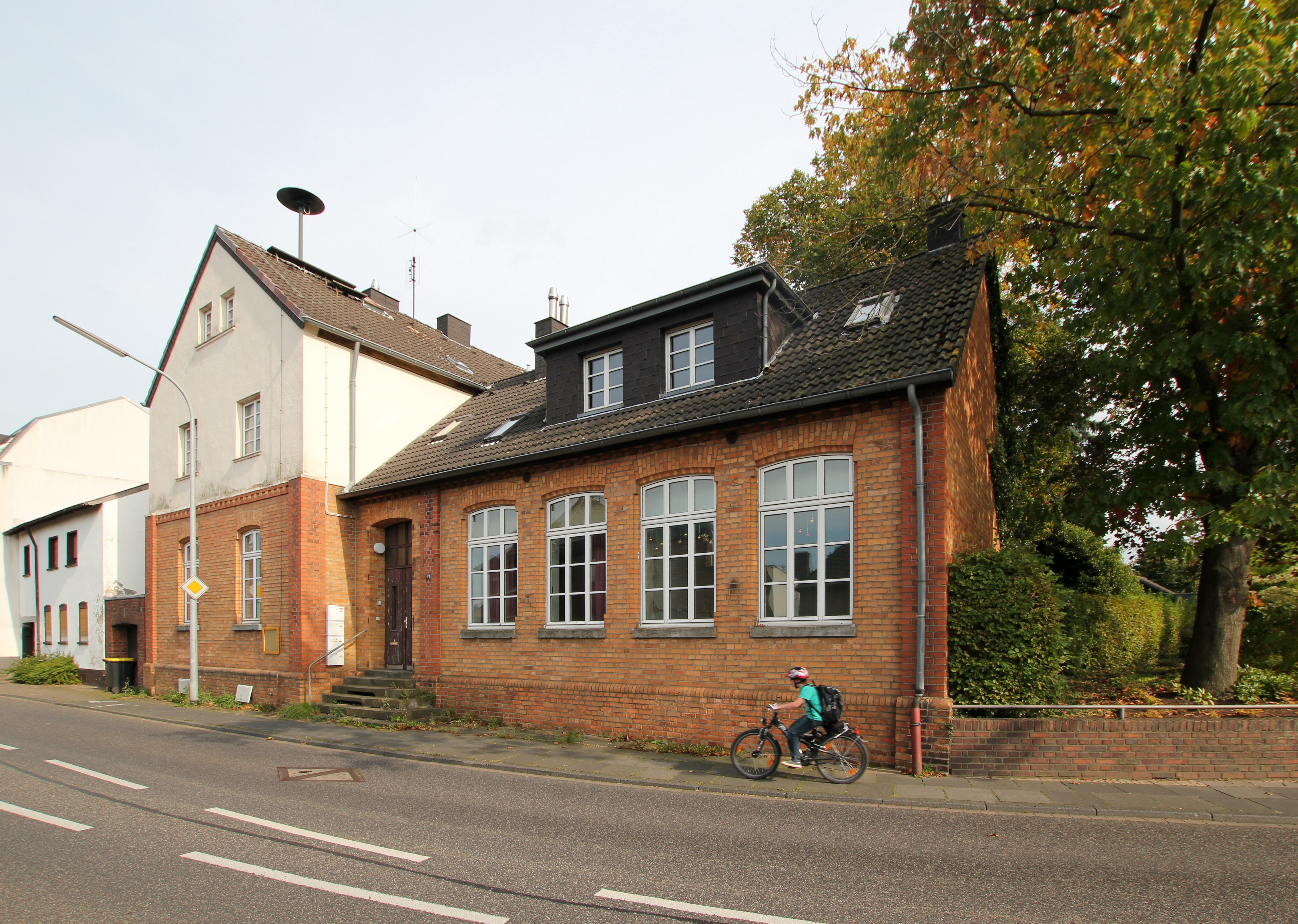
Volksschule von 1889
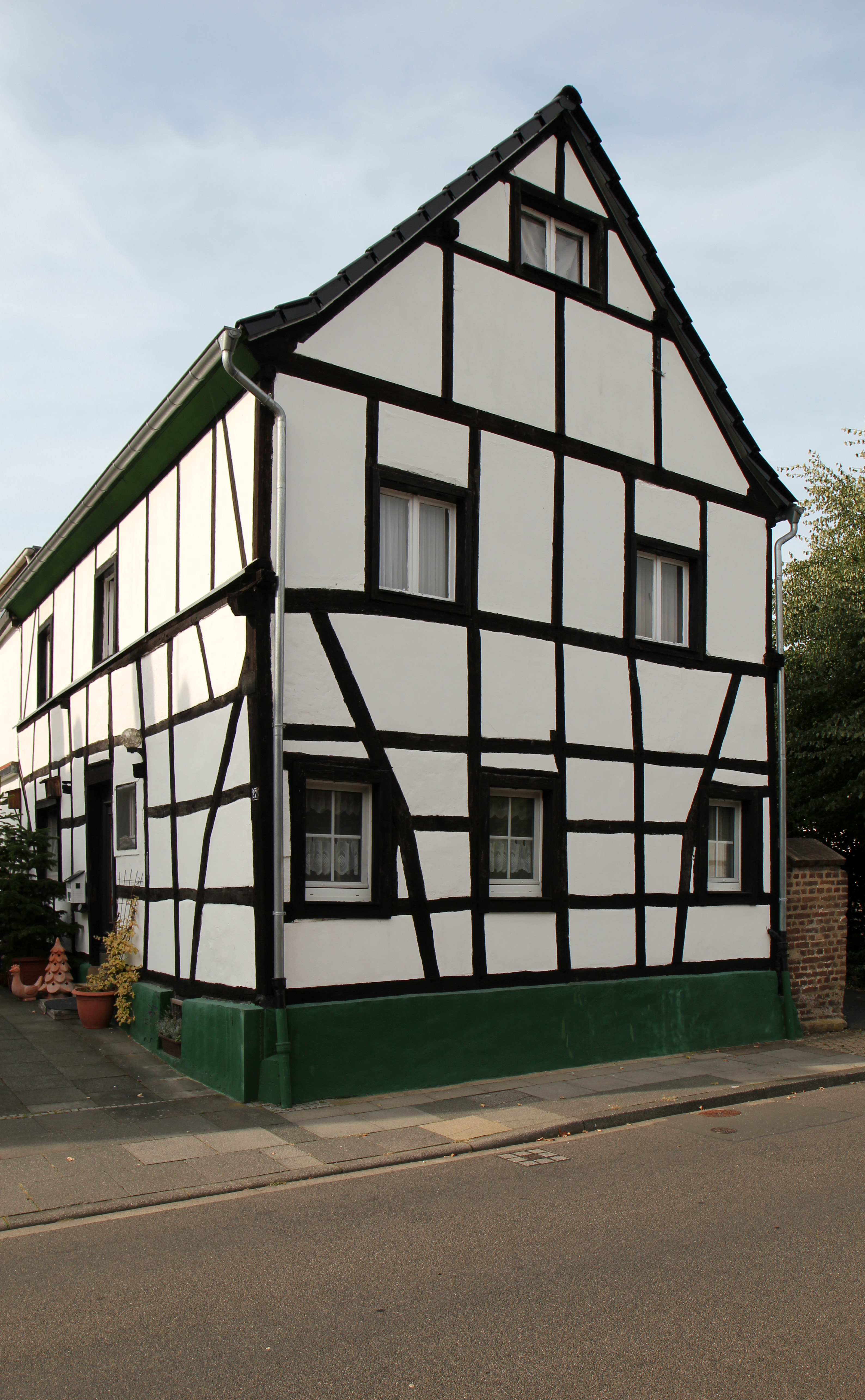
Erhaltenes Fachwerk im Ortsbild

Köttingen gehörte in der Preußischen Zeit weiterhin zur Gemeinde Liblar und wurde von dort verwaltet.

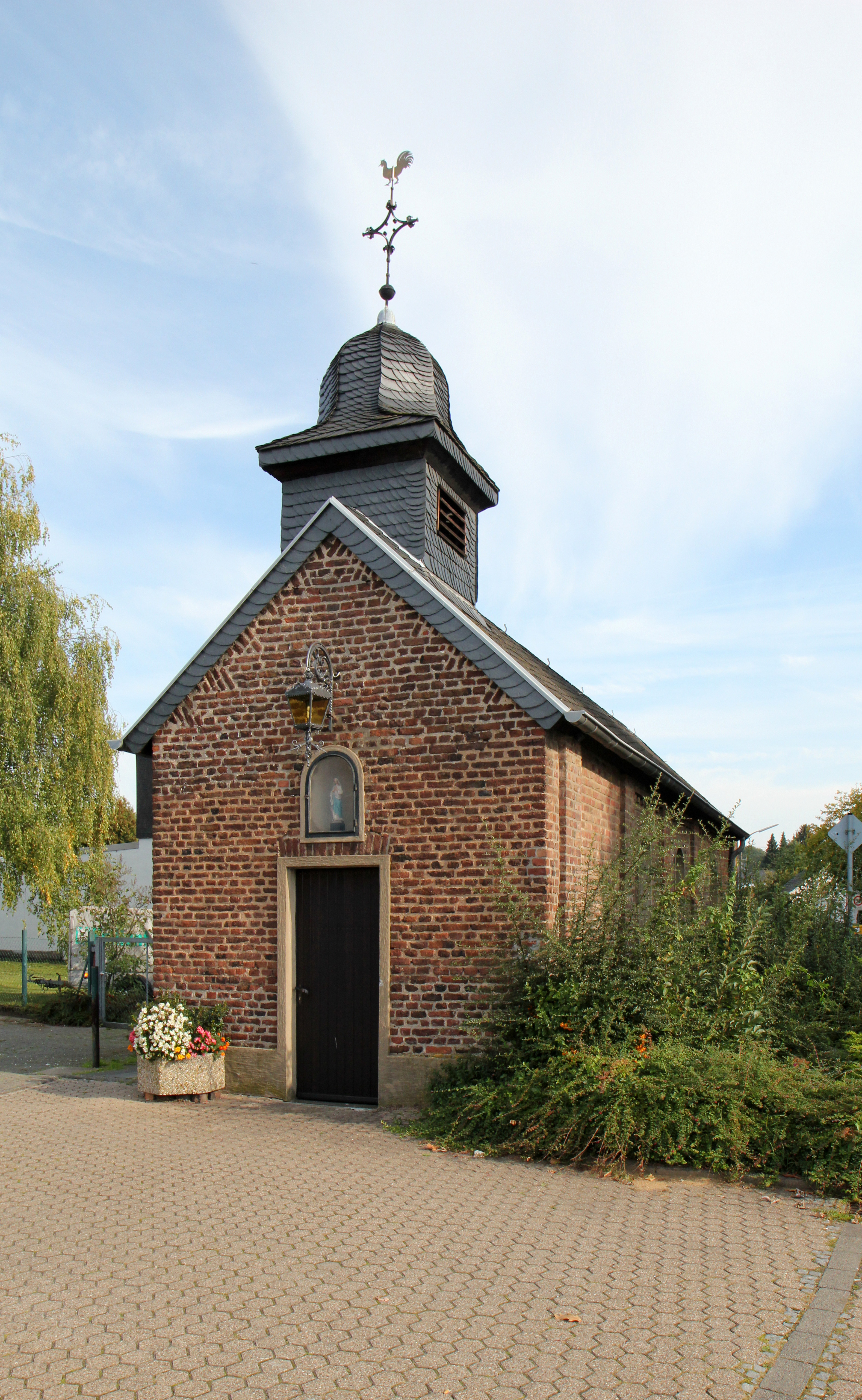
St.-Anna-Kapelle (1840/41)

Auch die kirchliche Zugehörigkeit der katholischen Gemeinde zur Pfarre Liblar blieb im 19. Jahrhundert weiter bestehen. Von 1840 bis 1841 wurde an Stelle der früheren Hofkapelle eines Dietkirchener Lehnshofes die St.-Anna-Kapelle erbaut, in der der Liblarer Pastor gelegentlich die Messe feierte.
Im Jahre 1889 erhielt Köttingen einen eigenen Schulbau an der Heerstraße (heute Peter-May-Straße), sodass die Kinder vor Ort und nicht mehr wie bisher in der Volksschule in Liblar unterrichtet werden konnten.
Am Ende des 19. Jahrhunderts verbesserte sich auch die Verkehrsanbindung Köttingens. Der Ort erhielt eine Haltestelle der Mödrath-Liblar-Brühler Eisenbahn. Mit dem Jahr 1911 erhielt der Ort eine Wasserleitung und 1913 folgte der Anschluss an das regionale Stromnetz.
Zu dieser Zeit lagen die Häuser des Ortes wie seit alters her an der Heerstraße mit einem bescheidenen Mittelpunkt um die Annakapelle, die Schule und mehreren Gastwirtschaften. In der Bahnhofstraße (heute Waldstraße) lag der im Jahr 1867 zu einem großen Vierkanthof ausgebaute Kyrionshof.
Für den nach 1897 industriell betriebenen Abbau der Braunkohle und deren Weiterverarbeitung zu dem begehrten Brennstoff Brikett wurden zusätzliche Arbeitskräfte benötigt, die in Köttingen ansässig wurden. So wuchs der Ort bis zum Ersten Weltkrieg auf etwa 400 Einwohner. Es war zugleich die Zeit, in der die ersten Brikettpressen konstruiert worden waren, die die Fertigung steigerten und einerseits Arbeitsplätze einsparten, doch bei einer Expansion wie im Rheinischen Braunkohlerevier auch neue Arbeitsplätze schafften.

### Weimarer Zeit

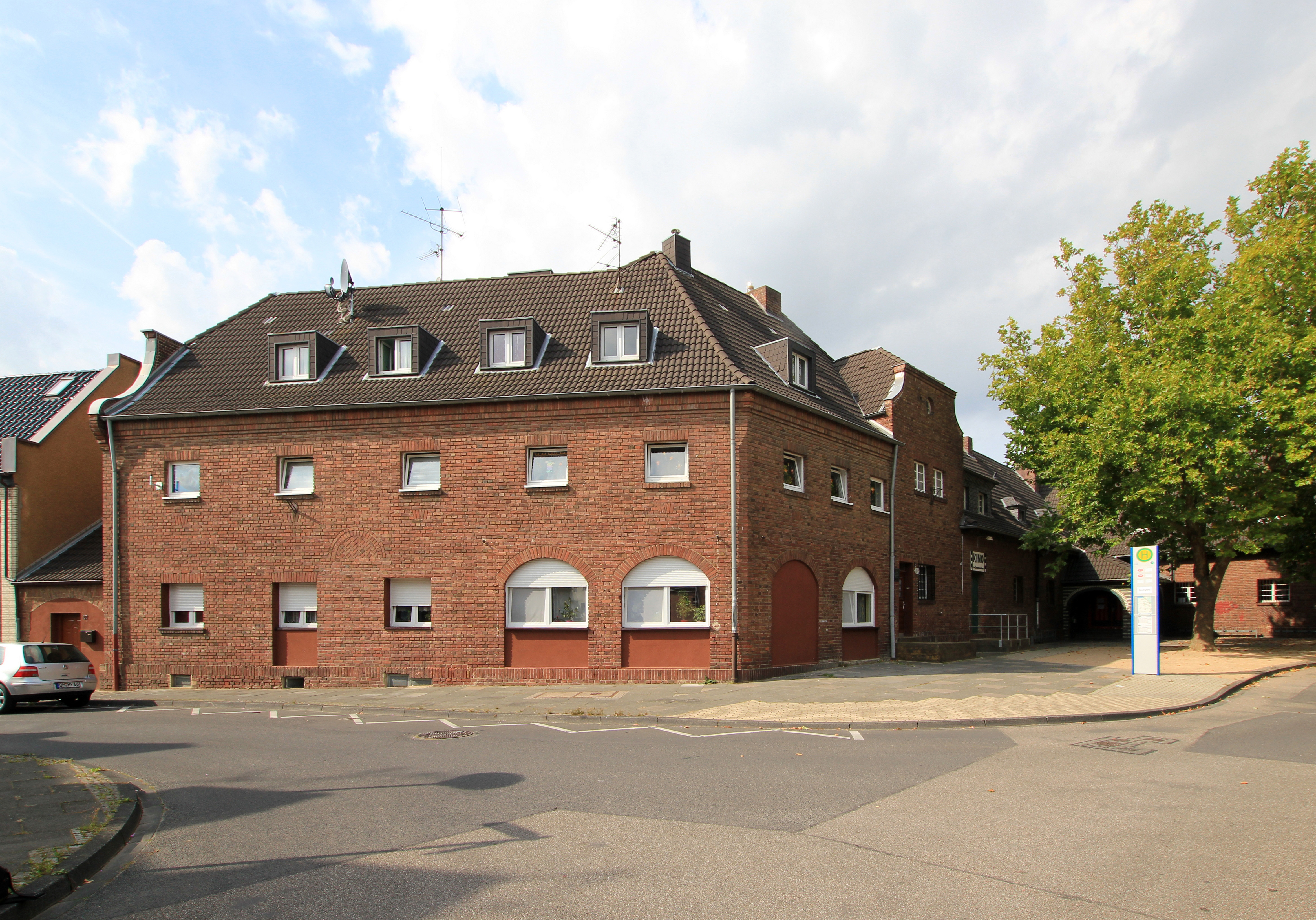
Ehemaliges Konsumgeschäft, erbaut 1923
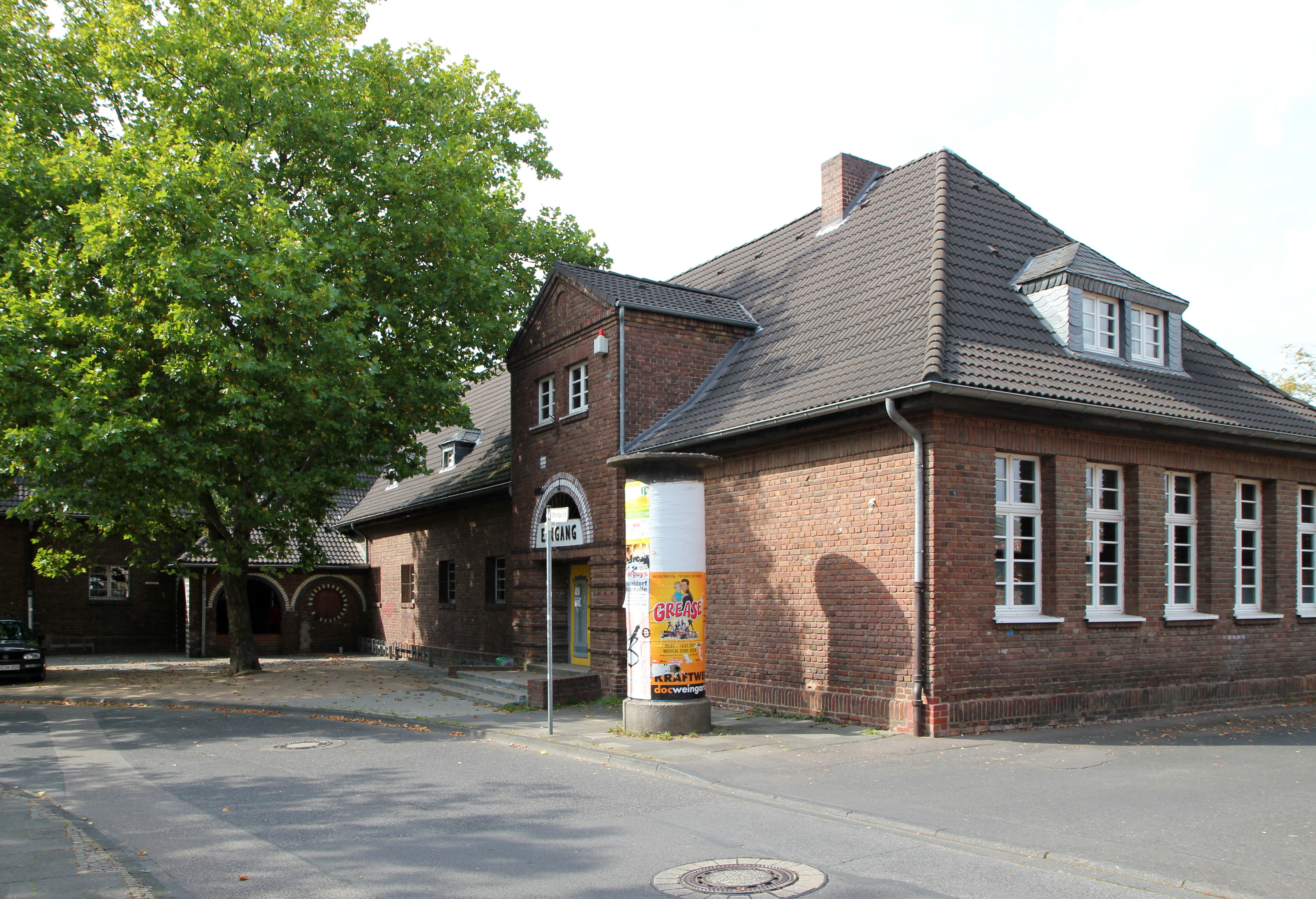
Ehemalige Volksschule, erbaut 1923
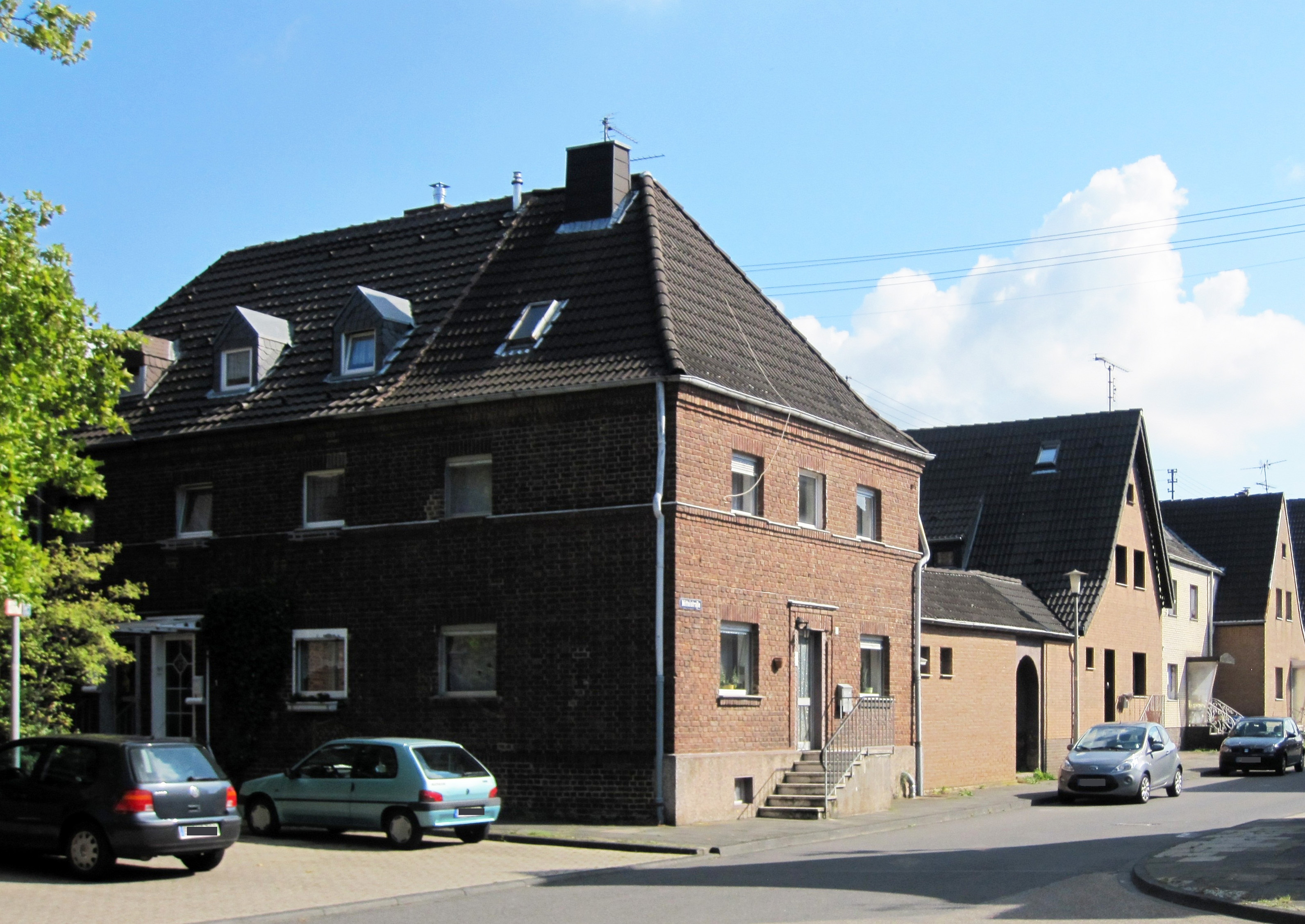
Wohnhäuser der Bergmannssiedlung um 1921
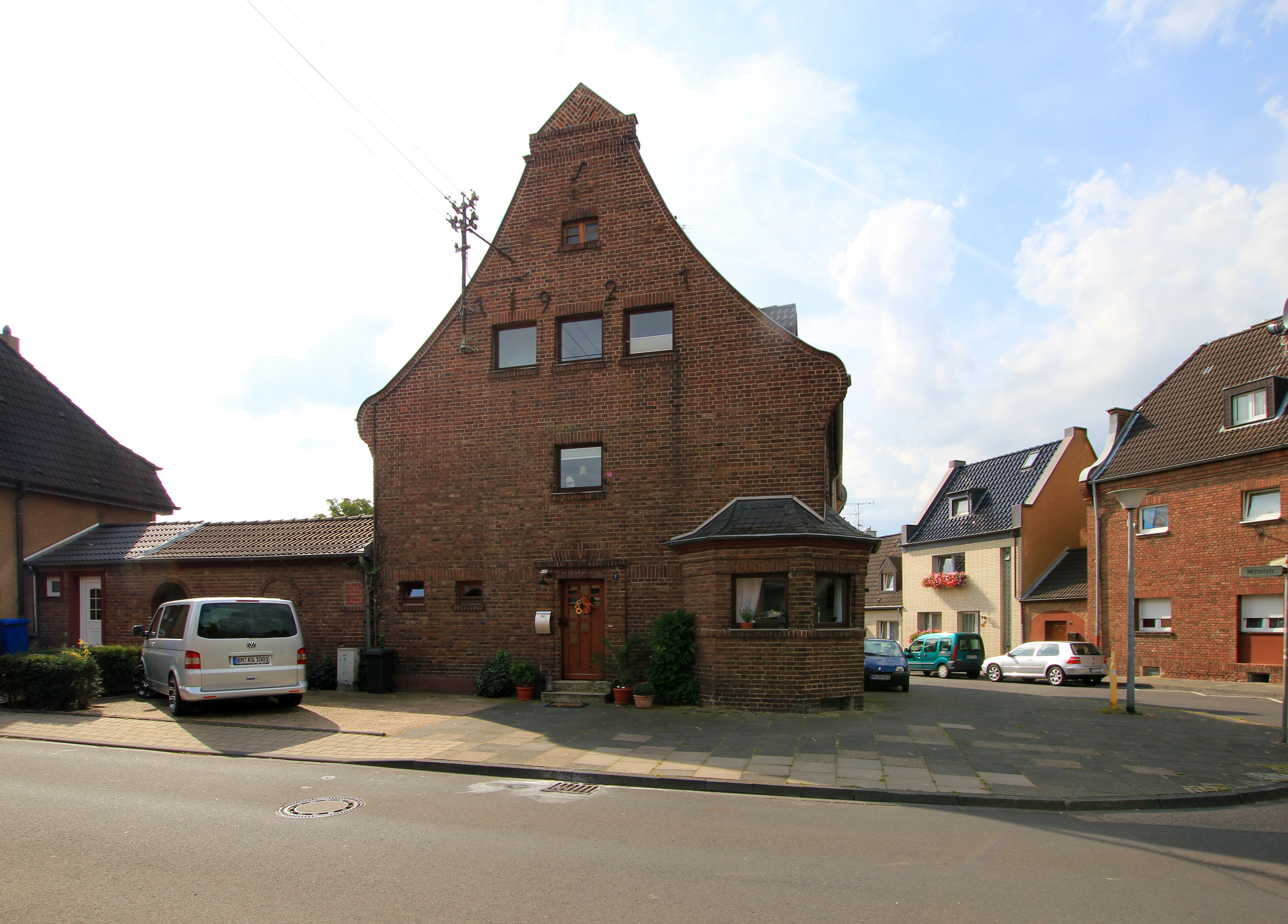
Wohnhaus der Bergmannssiedlung, erbaut 1921

Auch der Braunkohlebedarf des RWE, das zum größten Stromerzeuger der Region angewachsen war, benötigte nach dem Ersten Weltkrieg Bergarbeiter. Diese warb man in wirtschaftlich schwachen Gegenden wie der Eifel, der Pfalz und im Bayerischen Wald an, um sie in Köttingen anzusiedeln.
So entstand in den Jahren von 1921 bis 1923 durch die Wohnungsbaugesellschaft für das Rheinische Braunkohlenrevier eine großflächige zusammenhängende Siedlung, die eigens für die Bergarbeiter erbaut wurde. Mittelpunkt der neuen Siedlung wurde der neue Kirchplatz im Osten des Dorfes, mit Kirche, Schule, Lehrerwohnungen und einem Gemischtwarengeschäft, dem Konsum. Um dieses Zentrum herum entstanden in sieben Straßenzeilen 190 Häuser, die als Einfamilien- oder Doppelhäuser mit angebauten Waschküchen konzipiert worden waren. Die Häuser verfügten über einen kleinen Vorgarten und hatten an ihren Rückseiten kleine Ställe zur Viehhaltung sowie einen Nutzgarten. Kleine rundbogige Durchgänge zwischen den Häusern führten von der Straße zu den Gärten. Die Siedlung war an das Strom- und Wasserleitungsnetz angeschlossen, jedoch fehlte vorerst eine Kanalisation. Für die jüngeren Kinder gab es einen Kindergarten, an den sich eine Turnhalle anschloss.
Die neuen Einwohner Köttingens arbeiteten überwiegend im Braunkohlebergbau der Roddergrube, doch fanden sie auch Arbeit in Zieselsmaar, in Liblar und in Knapsack. Sie lebten ohne engeren Kontakt zu den alteingesessenen Köttingern und gründeten ihre eigenen Vereine wie den Bayernverein, den Theaterverein sowie Musik- und Sportvereine. Es dauerte bis nach dem Ende des Zweiten Weltkrieges, bis sich die gegenseitigen Vorbehalte zwischen den Einheimischen und den Neubürgern legten und das gegenseitige Misstrauen abgebaut war.
Die neue vierklassige 1923 erbaute Schule für alle Köttinger Kinder lag in der neuen Siedlung in der Nähe der Kirche. Sie löste die alte Volksschule ab, die wegen der gestiegenen Schülerzahl nicht ausreichend Platz bot. Im Jahr 1922 wurde der Grundstein zur eigenen Kirche in der neuen Siedlung gelegt, deren Bau sich in der Inflationszeit verzögerte und erst 1924 fertiggestellt werden konnte. Die Kirche mit einem einfachen Hauptschiff und Chorraum sowie einem Seitenschiff wurde nach Plänen des Kölner Regierungsbaumeisters Johann Mertzenich errichtet.
Die Zeit der Weltwirtschaftskrise traf auch die Köttinger Einwohner. Zeitweise gab es mehr Arbeitslose als Erwerbstätige, jedoch konnten Gartenerträge und Haustierhaltung die größte Not mindern.
Die Einwohner der Siedlung waren politisch „links“ orientiert, die anderen Einwohner wählten traditionell das Zentrum. Bei den Wahlen 1933 lag der Stimmenanteil der SPD bei 26,5 %. Auf die KPD entfielen 22,9 %.
Die NSDAP hatte in Köttingen kaum Anhänger, selbst bei der Wahl im März 1933 erreichte sie nur 5 %.

### Zeit des Nationalsozialismus

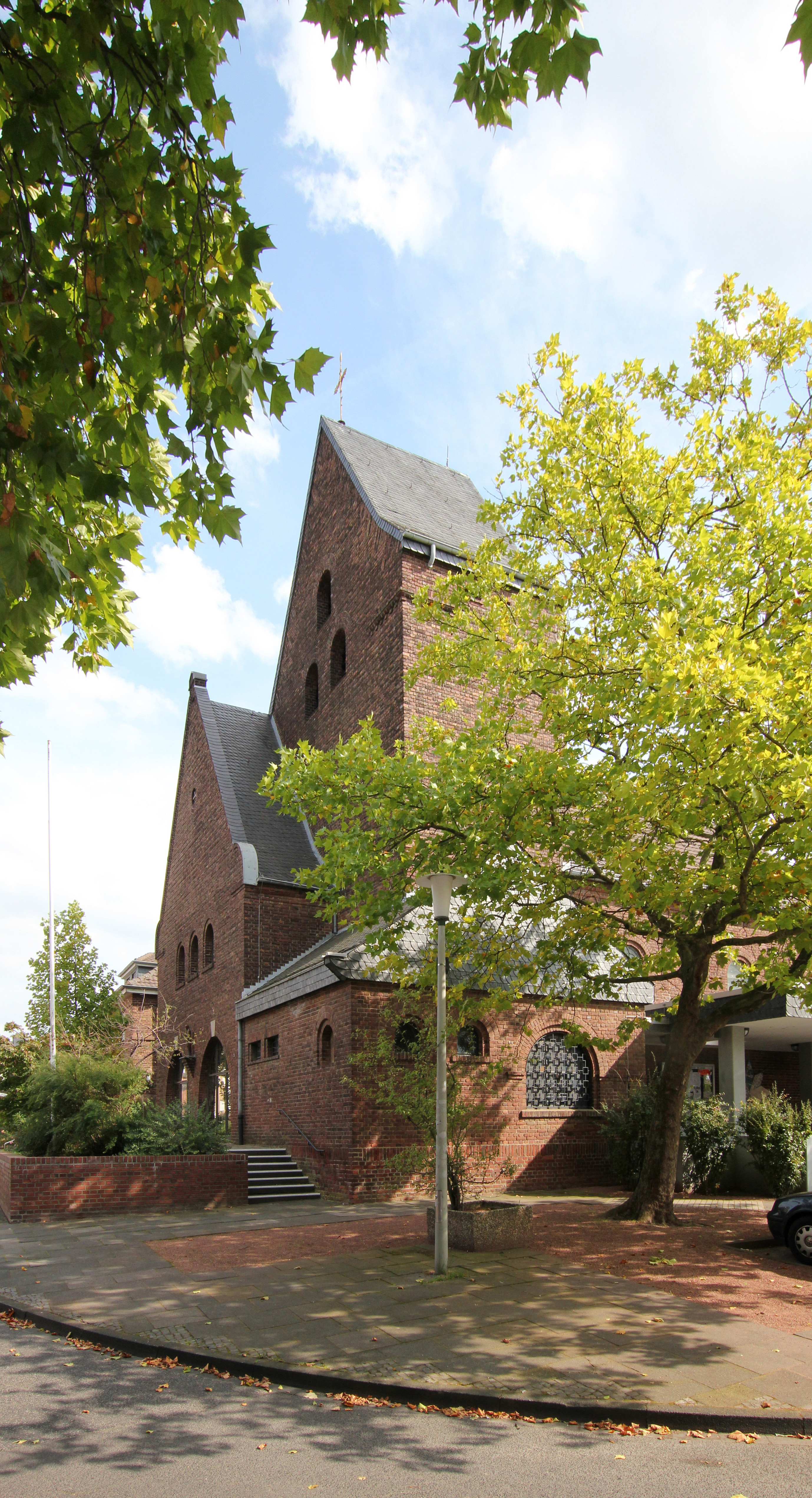
Pfarrkirche St. Josef, 1948 restauriert. Die Türanlage des Haupteinganges am Kirchplatz gestaltete der Köttinger Metallbildhauer Jakob Riffeler

Nach 1933 waren die Parteien unter den neuen Machthabern bis zu ihrem Verbot Repressalien ausgesetzt. Arbeiter, die sich außerhalb der NSDAP politisch betätigten, drohte die Entlassung. Auch der 1923 von Mitgliedern der SPD gegründete SSV Köttingen hatte Schwierigkeiten, die sich erst beheben ließen, als der Sportverein gleichgeschaltet wurde und dem Westdeutschen Spielverband beigetreten war.
Im Zweiten Weltkrieg wurde die Kirche 1942 bei einem Luftangriff durch Brandbomben getroffen und brannte aus.

### Nach dem Zweiten Weltkrieg
Nach dem Zweiten Weltkrieg unternahm die Gemeinde Liblar Anstrengungen, Heimatvertriebene unterzubringen. In Köttingen wurden über 200 Heimatvertriebene aufgenommen, denen die Gemeinde Bauland zur Verfügung stellte. Eine weitere Dringlichkeit war, Kriegsschäden der Gebäude zu beseitigen sowie die Straßen und die Kanalisation auszubauen. Bei der Verbreiterung der Straßen und der Anlage von Bürgersteigen verschwanden die kleinen Vorgärten.
Auch im Kirchen- und Schulbereich gab es Veränderungen. Die ausgebrannte Kirche konnte bis 1948 wiederhergestellt werden. 1952 wurde Köttingen von der Pfarre Liblar abgetrennt und eine eigene Pfarrgemeinde, die heute zu einem größeren Seelsorgebereich gehört.
Die Köttinger Volksschule wurde 1968 im Zuge der Schulreform aufgelöst und die Hauptschüler der Hauptschule in Liblar zugewiesen. Die Grundschüler konnten zunächst weiter ihre Räume nutzen, unterstanden jedoch der Grundschule Oberliblar. Nach einem weiteren Wechsel, der Neuordnung der Schulbezirke des Jahres 1978, besuchen die schulpflichtigen Kinder die St. Barbara-Concordia Grundschule in Kierdorf.
Bis zum 30. Juni 1969 gehörte Köttingen zur Gemeinde Liblar.

### Die Ortsvorsteher von Köttingen
| von  | bis    | Name          |
| ---- | ------ | ------------- |
| 1918 |        | Johann Kyrion |
| 1919 | 1920   | Johann Pesch  |
| 1920 | (1924) | Wilhelm Axer  |
| 1949 | 1960   | Peter Schmitz |

## Heutiges Ortsbild

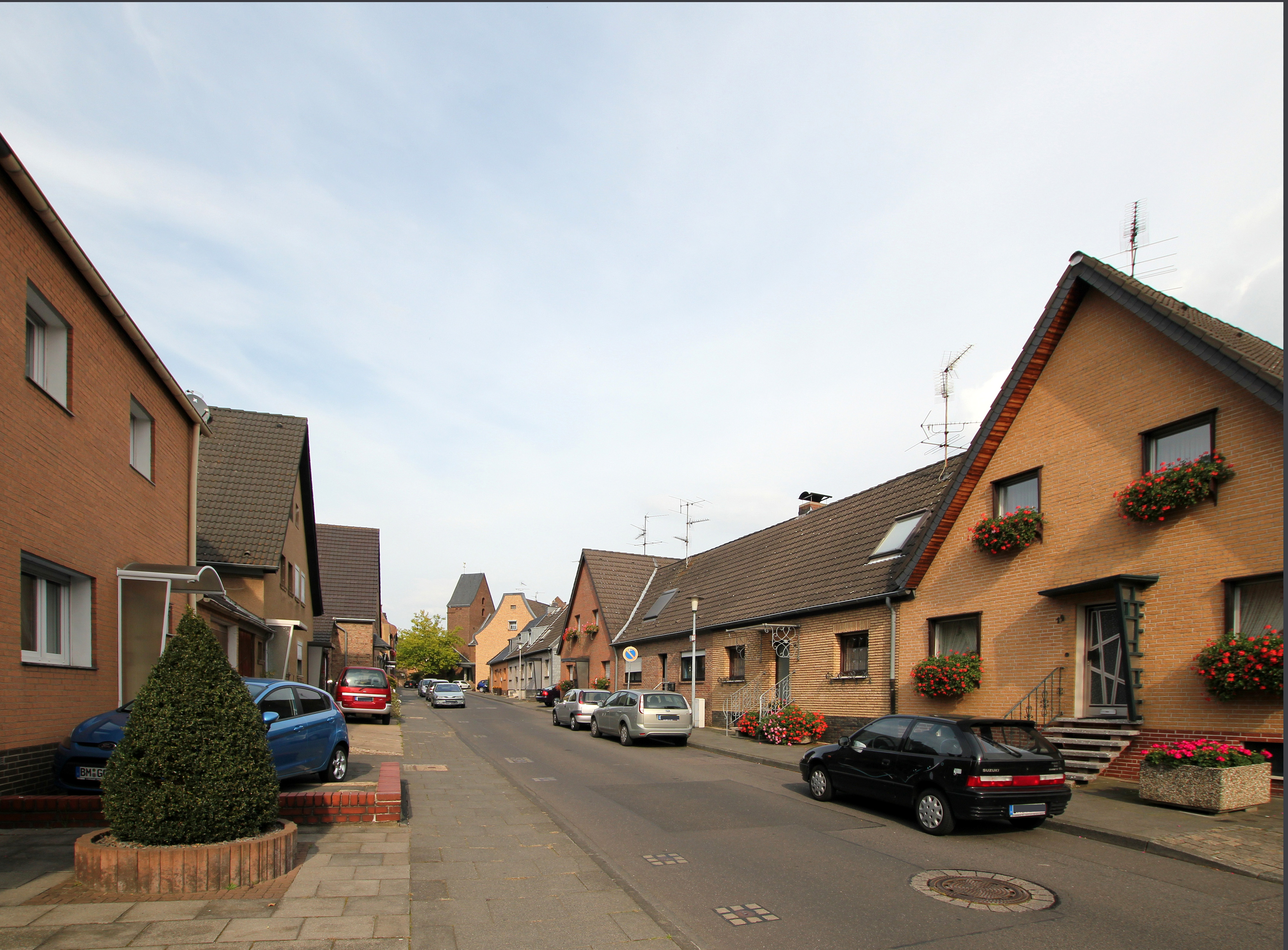
Kirchstraße Richtung Kirchplatz

Köttingen erstreckt sich beiderseits der Hauptverkehrsader des Ortes, der Peter-May-Straße. Vom alten Dorfmittelpunkt ist an dieser Straße die St.-Anna-Kapelle, die nach einem Brand im Jahr 1978 in den folgenden Jahren bis 1982 vollständig restauriert wurde, erhalten und auch das alte Schulgebäude, während die beiden Gastwirtschaften nicht mehr bestehen. Westlich der Straße liegen die May-Werke und ein großes „Längsbusch“ genanntes Neubaugebiet, östlich der Straße erstreckt sich der andere Teil Köttingens in leichter Hanglage. Dort befindet sich die Pfarrkirche am Kirchplatz, auf den schon die meisten Straßen der ehemaligen Arbeitersiedlung zuliefen. Von diesem Platz, der auch heute noch der Dorfmittelpunkt ist, gelangt man über die Franz-Lehnen-Straße zum neu entstandenen Rheinflottenplatz, einer parkartig gestaltete Grünfläche, auf der an der Franz-Lehnen-Straße zur Erinnerung an die Bergbauzeit eine Brikettpresse aus dem Jahr 1915 Aufstellung fand.
Um den Rheinflottenplatz gruppieren sich die 1997 fertiggestellte Peter-May-Halle, der frühere Kindergarten, das jetzige Vereinshaus des Theatervereins Rose, die anschließende Turnhalle und das Vereinshaus der „Rheinflotte“ sowie auch das Pfarrheim und das städtische Familienzentrum mit Kindertagesstätte.
Ferner liegen hier die in den letzten Jahrzehnten neu entstandene Wohnhäuser, von denen einige als Werkswohnungen gebaut worden waren, sowie eine recht einheitlich gestaltete Siedlung „Hubert-Rüttger-Straße“, ein von dem Bauverein Erftstadt mit 240 Mietwohnungen realisiertes Projekt, das in den letzten Jahren restauriert wurden.
Die die Kirche umgebenden Gebäude erfuhren in den letzten Jahrzehnten größere Veränderungen in ihrer Nutzung, lediglich das neben der Kirche gelegene Pfarrhaus erfüllt seine alte Funktion. Aus der jüngsten Schule des Ortes wurde das Kinder-Jugend- und Bürgerzentrum der Stadt Erftstadt, in dem sich auch eine private Kindertagesstätte befindet. In dem früheren Lehrerhaus und dem angrenzenden damaligen Geschäft „Konsum“ wurden Wohnungen eingerichtet.
Nachdem die Wohnungsbaugesellschaft 1954 Grundstücke und Häuser an die Bewohner veräußert hatte, investierten diese nun als Eigentümer in deren Sanierung. So wurden mit der zunehmenden Motorisierung und dem Einzug entsprechender Haushaltsgeräte die nicht mehr benötigten Waschküchen zu Garagen umgebaut.
Die Wohnhäuser der früheren Arbeitersiedlung sind dem heutigen Wohnkomfort angepasst, dennoch blieben die alten Strukturen in vielen Details erhalten. Es finden sich in vielen Fällen die schmalen Hausbreiten, die niedrigen Giebelhöhen oder die unmittelbar auf dem Gehsteig beginnenden Treppenaufgänge, die an die vergangene Zeit erinnern.

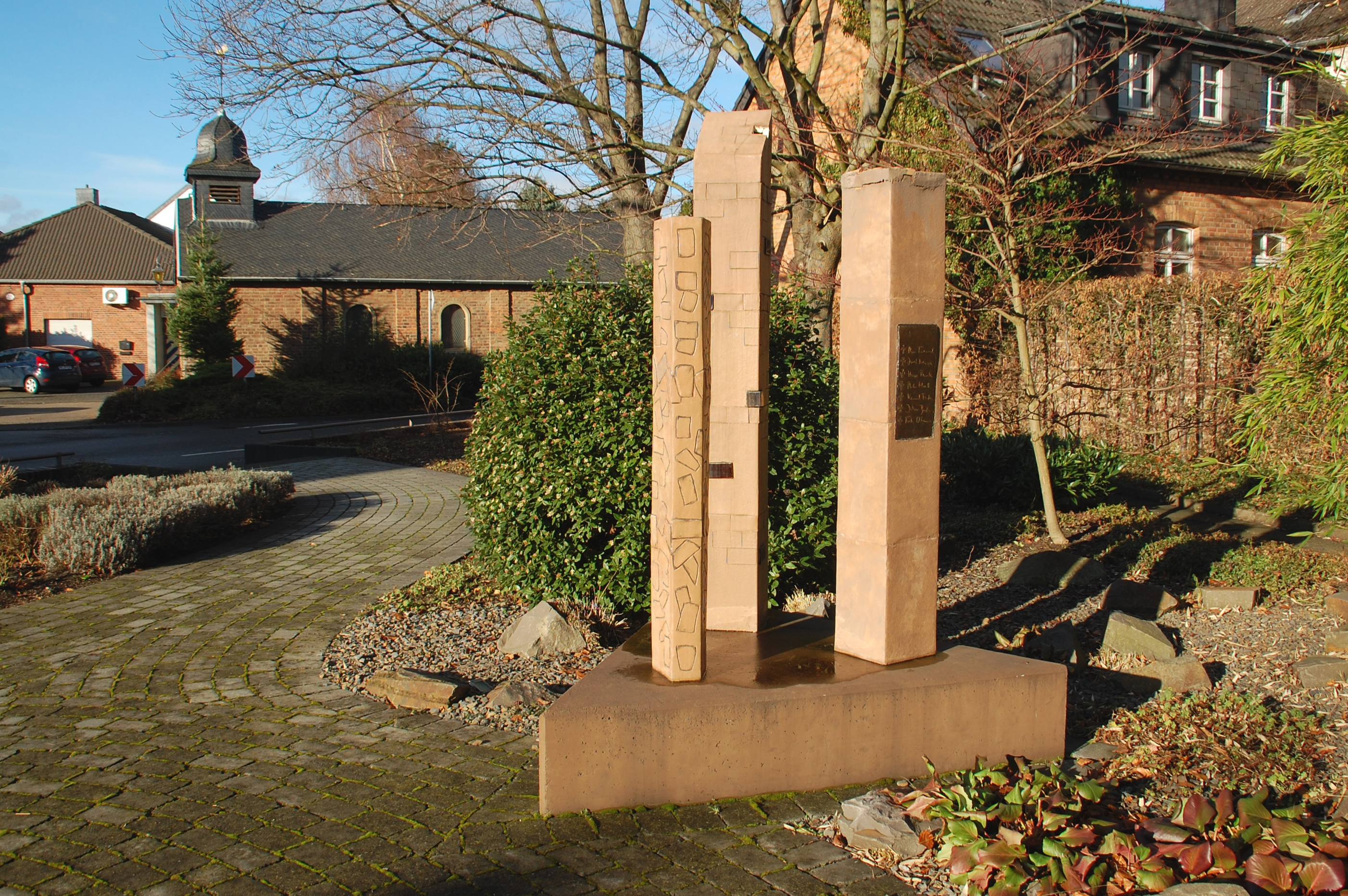
Mahnmal am Annengartenplatz, im Hintergrund die Annakapelle

In der Nähe der Annakapelle entstand im Jahr 2004 an Stelle früherer Gärten der kleine Annengartenplatz mit einem Mahnmal, einem Werk der Erftstädter Künstlerin Hannelore Goetz. Die drei Säulen erinnern an Zerstörung, Wiederaufbau und Gedenken an die Toten der beiden Weltkriege.
Köttingen wuchs von 1700 Einwohnern im Jahr 1930 auf 2300 Einwohner im Jahr 1969. Heute hat Köttingen etwa 3500 Einwohner. Ortsbürgermeister war von 1979 bis 2022 Alfred Zimmermann (SPD), 2023 wurde er durch Erik Voigt abgelöst.
In Köttingen ist die Versorgung durch Ärzte und Apotheke vor Ort vorhanden. Der Ort verfügt auch über ein Feuerwehrhaus. Eine kleine Gastwirtschaft ist noch am Ort, ebenfalls eine Bäckerei- und eine Bankfiliale. Einkaufsmöglichkeiten für den täglichen Bedarf bieten die nahe gelegenen Geschäfte in Liblar und im EKZ. Mehrere mittelständische Unternehmen haben sich in dem neu entstandenen Gewerbegebiet zwischen Liblar und Köttingen angesiedelt.

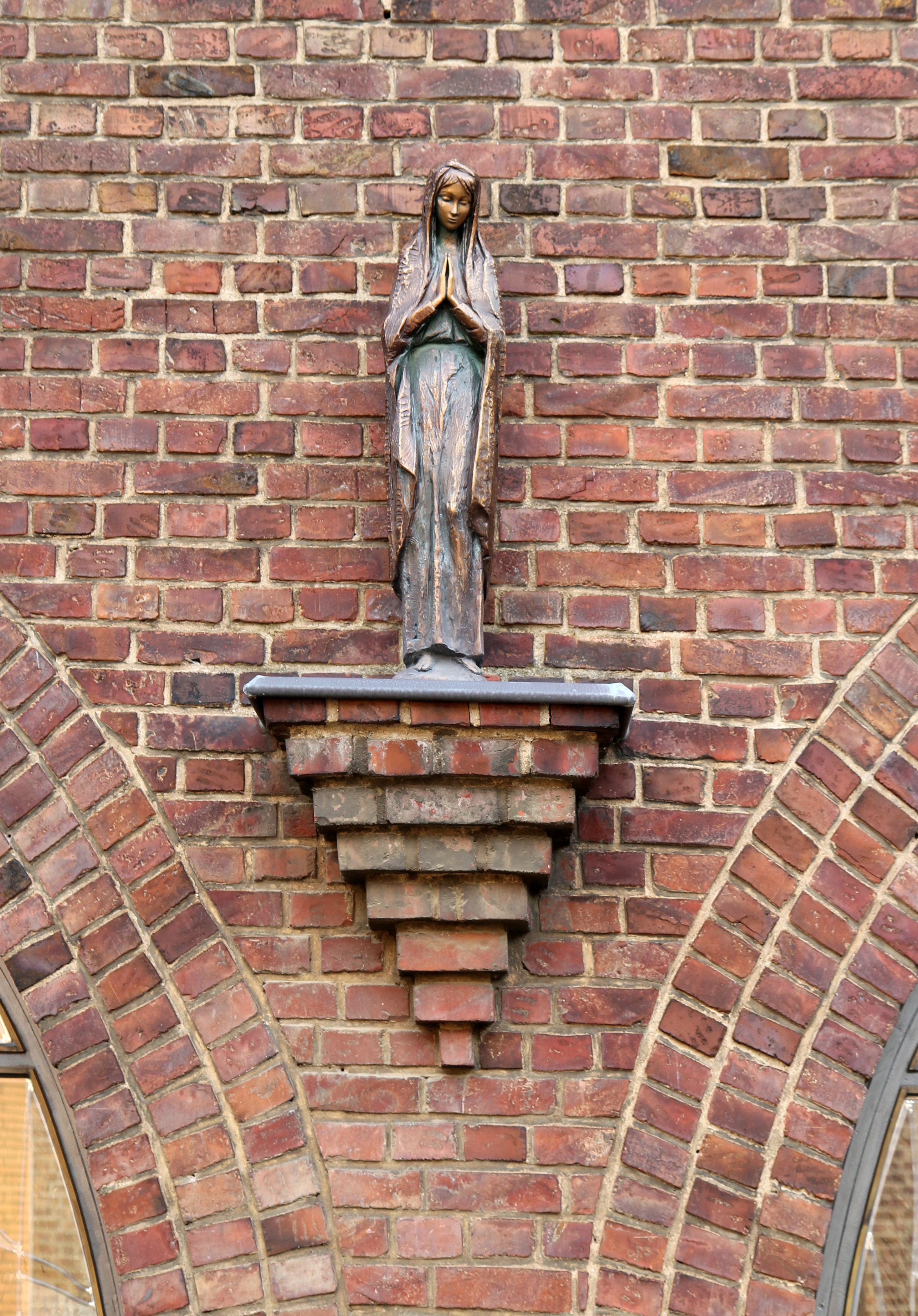
Madonna über dem Portal von St. Josef
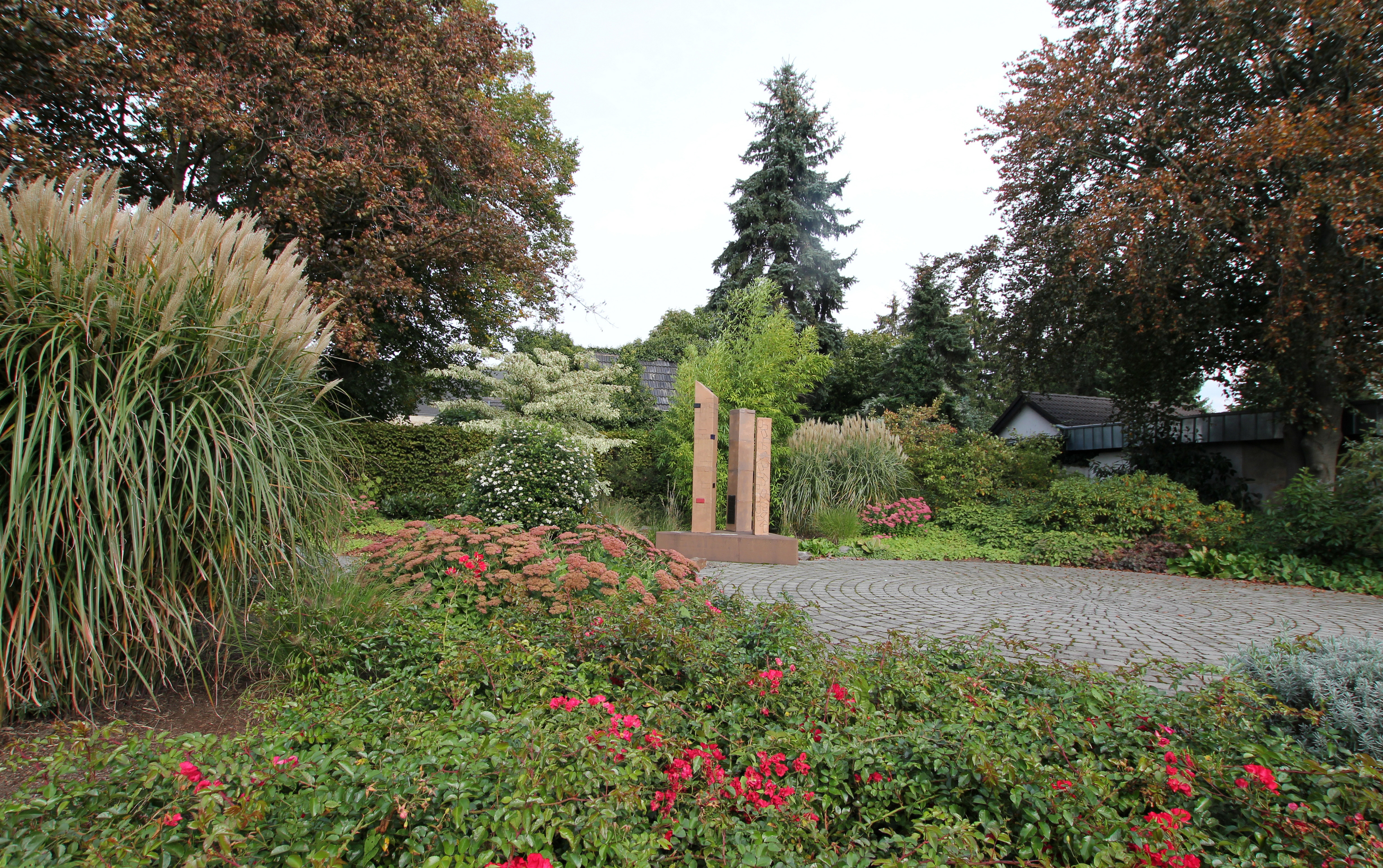
Annagartenplatz, Gedenkstätte für die Verstorbenen der beiden Weltkriege.
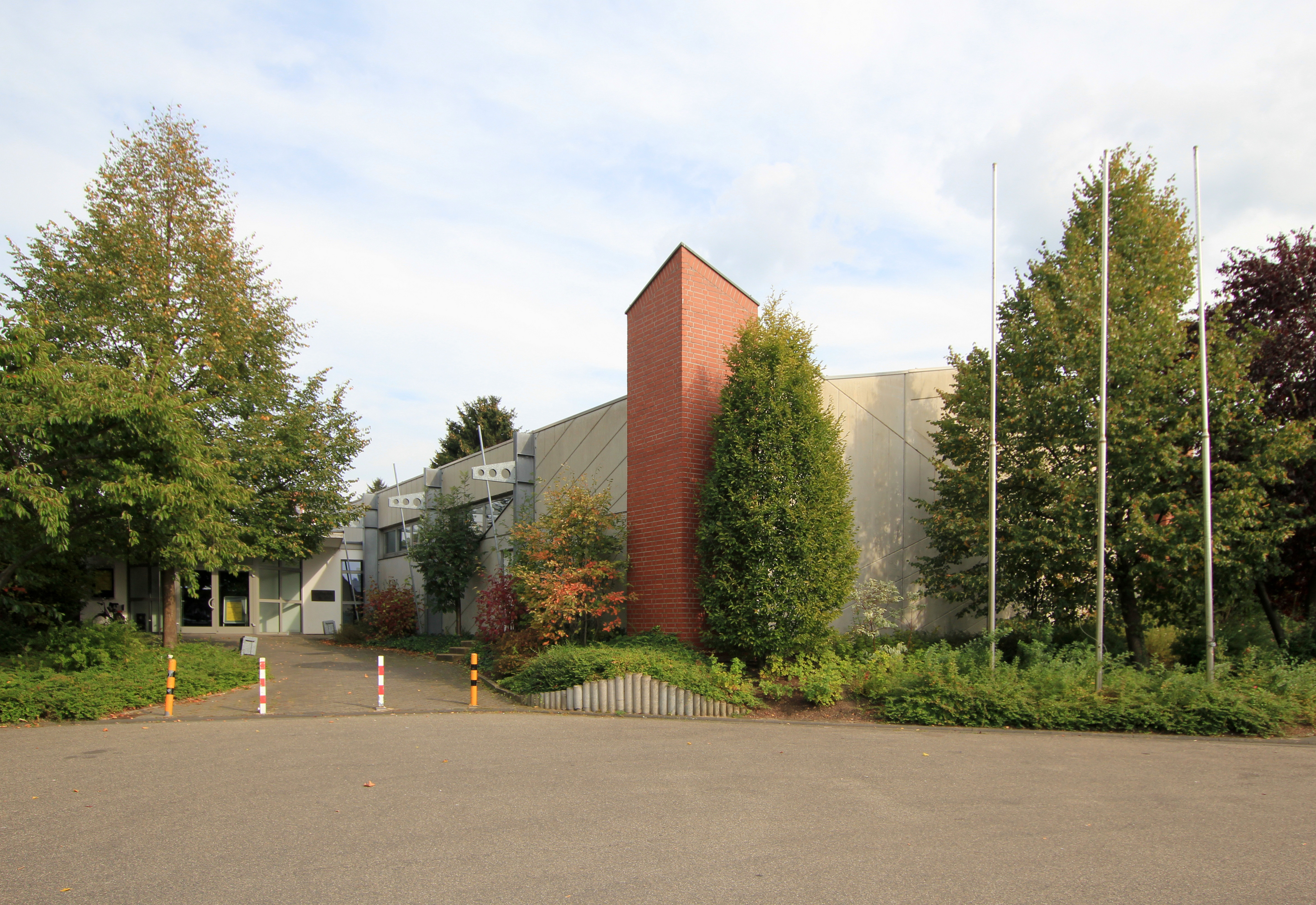
Peter-May-Halle erbaut 1997
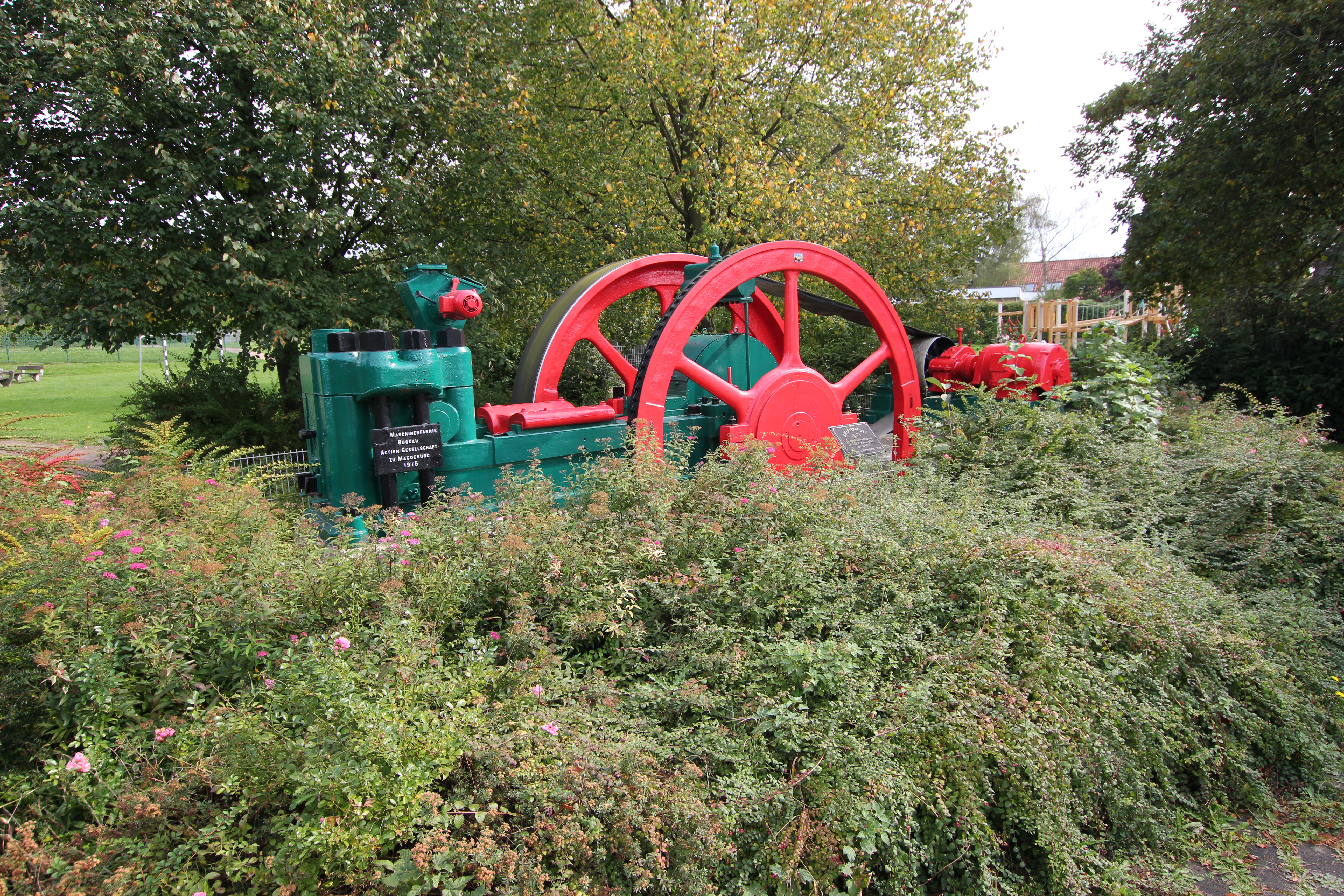
Brikettpresse Ville I der Brikettfabrik Knapsack aus dem Jahr 1915

In der Köttinger Dorfgemeinschaft sind alle Vereine vertreten. Kulturelle Veranstaltungen der Vereine, auch die Karnevalsfeiern, finden in der 1997 errichteten Peter-May-Halle statt. Für diese städtische Einrichtung schloss die Dorfgemeinschaft mit der Stadt Erftstadt einen Nutzungsvertrag, in dem ihr die Verwaltung der Halle übertragen wurde. Im Jahr 2003 gab die Dorfgemeinschaft einen kleinen Bildband heraus, der „Köttingen in alten Bildern“ zum Thema hatte.
Die durch Köttingen verlaufende stark frequentierte Peter-May-Straße, die frühere Heerstraße, verbindet Köttingen mit Liblar und mit Kierdorf. Über sie führen auch die VRS-Buslinien 955 und 977 der REVG, die Köttingen mit Liblar, Lechenich, Kerpen und Frechen verbinden. Zusätzlich verkehren einzelne Fahrten der auf die Schülerbeförderung ausgerichteten Linie 974 sowie ein Anruf-Sammel-Taxi.
| Linie | Verlauf |
| ----- | --- |
| 789   | AST-Verkehr: Anrufsammeltaxi Erftstadt / Hürth-Hermülheim                                                         |
| 955   | Horrem Bf – Türnich – Balkhausen – Brüggen – Kierdorf – Köttingen – Liblar – Erftstadt Bf – Bliesheim – Lechenich |
| 974   | Stadtverkehr Erftstadt                                                                                            |
| 977   | Erftstadt Bf – Liblar – Frauenthal – Köttingen – Kierdorf – Brüggen – Balkhausen – Türnich – Frechen Rathaus      |

Die nächsten Autobahnanschlussstellen sind Erftstadt und Erftstadt-Gymnich der A 61 bzw. A 1/61.

### Maywerke

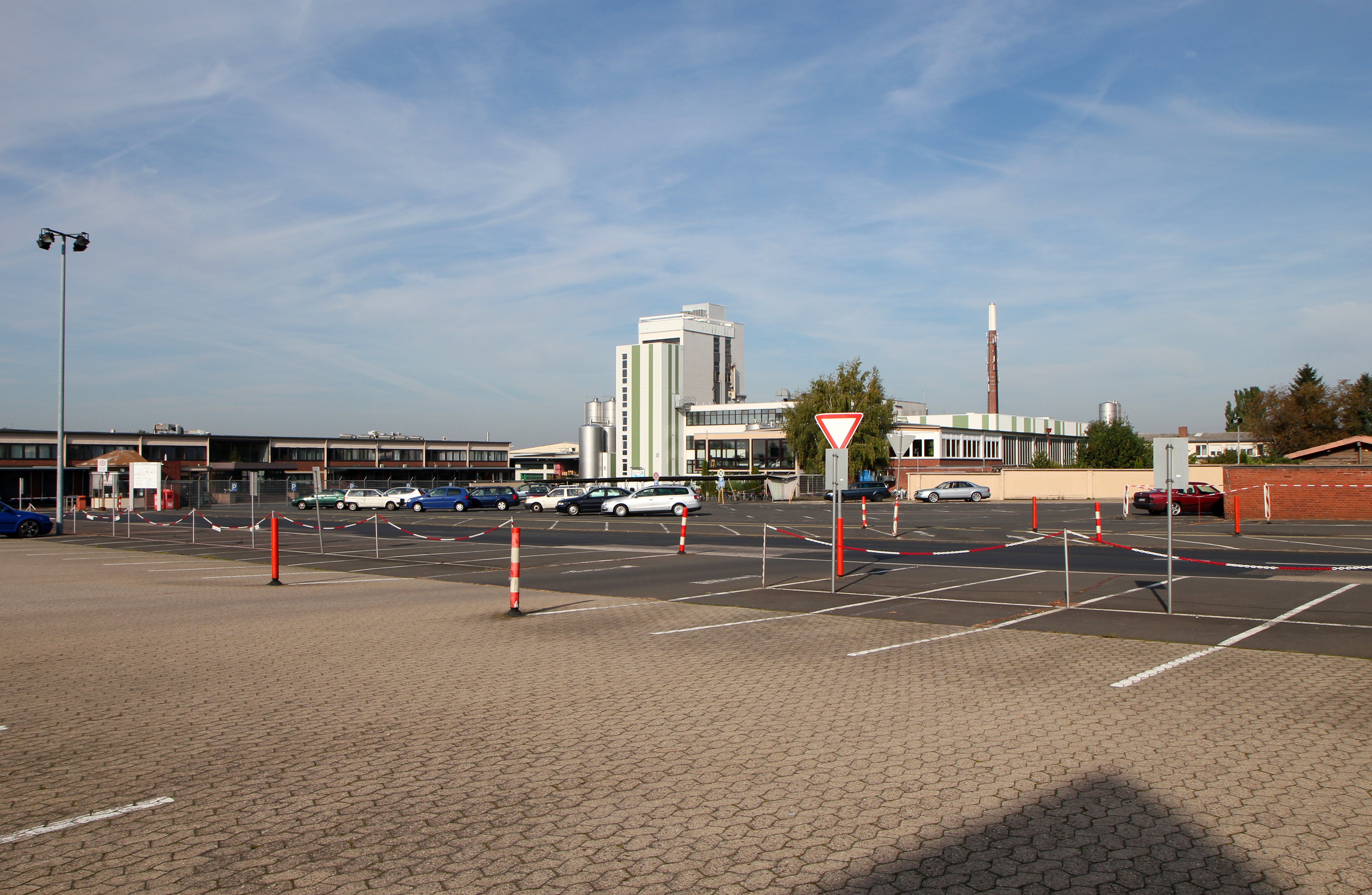
Anlagen der Maywerke

Das Ortsbild wird heute stark durch die westlich der Peter-May-Straße errichteten Anlagen der May-Werke geprägt, die sich zu dem größten Arbeitgeber in Erftstadt entwickelten.
Der Firmengründer Peter May begann 1922 mit einem Lebensmittelgeschäft, das er 1924 in Köttingen zu einem Großhandelsunternehmen dieser Branche ausbaute. 1955 wurden die May Werke gegründet, die vorerst eine Produktion von in Dosen abgefüllter Kondensmilch aufnahm. Dieses spezialisierte Angebot der Produktion wurde in den 1980er Jahren auf weitere Milchprodukte erweitert, zu denen Kaffee- und Sprühsahne in verschiedenen Dosierungsgrößen gehörten. 1995 wurde das Unternehmen neu organisiert. In der May-Werke GmbH &Co. KG schlossen sich mehrere selbstständige Unternehmen unter Führung der May Holding GmbH & Co. KG zusammen.
Zu den Unternehmen, die einen ihrer Firmensitze nach Köttingen verlegten, gehören die Hochwald Nahrungsmittel-Werke, deren Molkereiprodukte dort verpackt werden. Ein weiteres ansässiges Unternehmen, die Metallverpackungen herstellende Impress Group, wurde von der Ardagh Group, übernommen. Ein Schwerpunkt der Unternehmensgruppe SDI ist die Herstellung und der Vertrieb von Softdrinks und Mineralwasser. Auf dem Betriebsgelände wurde in 300 Meter Tiefe eine Mineralwasserquelle erschlossen, deren Wasser seit 2006 in Köttingen von der Gruppe SDI aufbereitet und in Plastikflaschen abgefüllt wird. Das Mineralwasser wird unter dem Namen „Fiorelino“ von einigen Discountern vermarktet.
Zulieferung und Transport der Köttinger Produkte übernehmen firmeneigene Fernlastwagen.

### Sehenswürdigkeiten
Der Ort verfügt über einige teilweise unter Denkmalschutz gestellte Objekte. Zu diesen gehört die Annakapelle, ein Backsteinbau des 19. Jahrhunderts, und der alte Vierkanthof (Backstein und Fachwerk) aus dem Jahr 1867, aber auch die Kirche und ihr Pfarrhaus, die beide wie auch eine ehemalige Schule den Baustil des frühen 20. Jahrhunderts aufzeigen. Einige der am Kirchplatz errichteten Wohnhäuser und ein Geschäftshaus aus der Köttinger Braunkohlezeit unterstehen ebenfalls dem Denkmalschutz. An diese erinnert auch ein Relikt der Industrialisierung, eine ausgediente Brikettpresse des Jahres 1915, die auf einer Grünanlage des Ortes aufgestellt wurde.

## Köttinger See
Der Köttinger See liegt nördlich des Ortes und wie die übrigen Villeseen im Landschaftsschutzgebiet. Wanderwege führen durch einen Laubmischwald um den See, dessen Fischbestand von der A.I.G. Ville e. V. Köttingen bewirtschaftet wird.